# Campionato mondiale femminile under 19 di calcio 2002
Il Campionato mondiale femminile under 19 di calcio 2002, prima edizione della manifestazione, si è disputato in Canada dal 17 agosto al 1º settembre 2002. La Stati Uniti vince il titolo per la prima volta battendo le padrone di casa del Canada in finale.
Gli incontri si disputarono in 3 stadi: il Commonwealth Stadium di Edmonton, lo Swangard Stadium di Burnaby e il Centennial Stadium di Victoria. Fu il primo torneo di calcio femminile giovanile ufficialmente organizzato dalla FIFA. Il regolamento prevedeva che le prime due squadre, di ognuno dei tre gironi qualificatori, passasse direttamente ai quarti, insieme alle due migliori terze classificate.

## Stadi
| Edmonton Burnaby Victoria | Edmonton             | Burnaby          | Victoria           |
| ------------------------- | -------------------- | ---------------- | ------------------ |
| Edmonton Burnaby Victoria | Commonwealth Stadium | Swangard Stadium | Centennial Stadium |
| Edmonton Burnaby Victoria | Capienza: 60.081     | Capienza: 6.000  | Capienza: 6.000    |
| Edmonton Burnaby Victoria |                      |                  |                    |

## Squadre qualificate
| Confederazione                            | Torneo di qualificazione                   | Qualificata/e                          |
| ----------------------------------------- | ------------------------------------------ | -------------------------------------- |
| AFC (Asia)                                | Campionato asiatico Under-19 2002          | Taipei cinese Giappone                 |
| CAF (Africa)                              | Coppa delle Nazioni Africane Under-19 2002 | Nigeria                                |
| CONCACAF (Nord, Centro America & Caraibi) | Campionato nordamericano Under-19 2002     | Messico Stati Uniti                    |
| CONMEBOL (Sud America)                    | Deciso dalla CONMEBOL                      | Brasile                                |
| OFC (Oceania)                             | Campionato oceaniano Under-19 2002         | Australia                              |
| UEFA (Europa)                             | Campionato Europeo Under-19 2002           | Francia Germania Inghilterra Danimarca |
| Nazione ospitante                         | Nazione ospitante                          | Canada                                 |

## Fase a gironi

### Gruppo A
| Pos. | Squadra   | Pt | G | V | N | P | GF | GS | DR |
| ---- | --------- | -- | - | - | - | - | -- | -- | -- |
| 1.   | Canada    | 9  | 3 | 3 | 0 | 0 | 9  | 2  | +7 |
| 2.   | Giappone  | 4  | 3 | 1 | 1 | 1 | 3  | 6  | -3 |
| 3.   | Danimarca | 3  | 3 | 1 | 0 | 2 | 5  | 6  | -1 |
| 4.   | Nigeria   | 1  | 3 | 0 | 1 | 2 | 2  | 5  | -3 |

| Arbitro: | Krystyna Szokolai |

|                               |           |                                    |
| Sinclair 15 Rowe 68’ Lang 80’ | Marcatori | 51’ Rasmussen 53’ Stentoft-Herping |

| Arbitro: | Dianne Ferreira-James |

|             |           |          |
| Iwuagwu 36’ | Marcatori | 26’ Sudo |

| Arbitro: | Sueli Tortura |

|                   |           |             |
| Rasmussen 28’ 47’ | Marcatori | 76’ Oyewusi |

| Arbitro: | Crisina Ionescu |

|  |           |                              |
|  | Marcatori | 9’ 45’ Sinclair 53’ 69’ Lang |

| Arbitro: | Dianne Ferreira-James |

|           |           |              |
| Jensen 5’ | Marcatori | 67’, 73’ Ōno |

| Arbitro: | Krystyna Szokolai |

|  |           |                  |
|  | Marcatori | 25’ 69’ Sinclair |

### Gruppo B
| Pos. | Squadra  | Pt | G | V | N | P | GF | GS | DR |
| ---- | -------- | -- | - | - | - | - | -- | -- | -- |
| 1.   | Brasile  | 9  | 3 | 3 | 0 | 0 | 10 | 3  | +7 |
| 2.   | Germania | 6  | 3 | 2 | 0 | 1 | 5  | 2  | +3 |
| 3.   | Francia  | 3  | 3 | 1 | 0 | 2 | 2  | 7  | -5 |
| 4.   | Messico  | 0  | 3 | 0 | 0 | 3 | 5  | 10 | -5 |

| Arbitro: | Maria Persson |

|                |           |  |
| Mittag 39’ 90’ | Marcatori |  |

| Arbitro: | Deng Jun-Xia |

|                                        |           |                                                    |
| Rico 8’ (rig.) Worbis 66’ Martinez 74’ | Marcatori | 6’ 14’ Daniela 30’Tatiana 60’Kelly 65’Renata Costa |

| Arbitro: | Jill Proctor |

|                     |           |            |
| Ramos 21’ Abily 39’ | Marcatori | 15’ Worbis |

| Arbitro: | Kari Seitz |

|           |           |  |
| Kelly 60’ | Marcatori |  |

| Arbitro: | Kari Seitz |

|  |           |                                   |
|  | Marcatori | 44’, 63’, 73’ Marta 62’ Cristiane |

| Arbitro: | Maria Persson |

|            |           |                                 |
| Worbis 24’ | Marcatori | 33’ Müller 61’Brendel 86’Mittag |

### Gruppo C
| Pos. | Squadra       | Pt | G | V | N | P | GF | GS | DR  |
| ---- | ------------- | -- | - | - | - | - | -- | -- | --- |
| 1.   | Stati Uniti   | 9  | 3 | 3 | 0 | 0 | 15 | 1  | +14 |
| 2.   | Australia     | 4  | 3 | 1 | 1 | 1 | 5  | 5  | 0   |
| 3.   | Inghilterra   | 4  | 3 | 1 | 1 | 1 | 5  | 5  | 0   |
| 4.   | Taipei cinese | 0  | 3 | 0 | 0 | 3 | 1  | 15 | -14 |

| Arbitro: | Mayumi Oiwa |

|                                                     |           |          |
| Tarpley 37’ Osborne 39’ O'Reilly 44’ Wilson 64’ 74’ | Marcatori | 47’ Ward |

| Arbitro: | Dagmar Damková |

|        |           |                                                   |
| Lu 84’ | Marcatori | 30’ 78’ Crawford 38’ Neilson 85’ Cannuli 87’Harch |

| Arbitro: | Fotou Gaye |

|                                     |           |  |
| Maggs 20’ Hickmott 26’ Ward 47’ 85’ | Marcatori |  |

| Arbitro: | Anri Hanninen |

|  |           |                                        |
|  | Marcatori | 14’ 79’ Wilson 74’ Osborne 81’O'Reilly |

| Victoria 21 agosto 2002, ore 17:00 UTC-8 | Inghilterra | 0 – 0 referto | Australia | Centennial Stadium (3 900 spett.)\| Arbitro: \| Mayumi Oiwa \| |
| Arbitro:                                 | Mayumi Oiwa |               |           |                                                                |

| Arbitro: | Fotou Gaye |

|                                                                     |           |  |
| Kakadelas 3’ Tarpley 10’ 43’ Buehler 34’ (rig.) Hanks 48’ Ebner 59’ | Marcatori |  |

## Fase finale

### Tabellone
|  | Quarti di finale     | Quarti di finale     |                         |               | Semifinali                | Semifinali                |  |  | Finale                  | Finale |
|  |                      |                      |                         |               |                           |                           |  |  |                         |        |
|  | 24 agosto - Burnaby  |                      |                         |               |                           |                           |  |  |                         |        |
|  |                      |                      |                         |               |                           |                           |  |  |                         |        |
|  | Brasile              | 4                    |                         |               |                           |                           |  |  |                         |        |
|  | Brasile              | 4                    | 29 agosto - Edmonton    |               |                           |                           |  |  |                         |        |
|  | Australia            | 3                    |                         |               |                           |                           |  |  |                         |        |
|  | Australia            | 3                    | Brasile                 | 1 (3)         |                           |                           |  |  |                         |        |
|  | 25 agosto - Edmonton |                      | Brasile                 | 1 (3)         |                           |                           |  |  |                         |        |
|  |                      | Canada(dtr)          | 1 (4)                   |               |                           |                           |  |  |                         |        |
|  | Canada               | Canada(dtr)          | 1 (4)                   | 6             |                           |                           |  |  |                         |        |
|  | Canada               |                      | 1º settembre - Edmonton | 6             |                           |                           |  |  |                         |        |
|  | Inghilterra          | 2                    |                         |               |                           |                           |  |  |                         |        |
|  | Inghilterra          | 2                    | Canada                  | 0             |                           |                           |  |  |                         |        |
|  | 25 agosto - Edmonton |                      | Canada                  | 0             |                           |                           |  |  |                         |        |
|  |                      | Stati Uniti          | 1                       |               |                           |                           |  |  |                         |        |
|  | Giappone             | Stati Uniti          | 1                       | 1             |                           |                           |  |  |                         |        |
|  | Giappone             | 29 agosto - Edmonton |                         | 1             |                           |                           |  |  |                         |        |
|  | Germania             | 2                    |                         |               |                           |                           |  |  |                         |        |
|  | Germania             | 2                    | Stati Uniti             | 4             | Finale per il terzo posto | Finale per il terzo posto |  |  |                         |        |
|  | 25 agosto - Victoria |                      | Stati Uniti             | 4             | Finale per il terzo posto | Finale per il terzo posto |  |  |                         |        |
|  |                      | Germania             | 1                       |               |                           |                           |  |  |                         |        |
|  | Stati Uniti          | Germania             | 1                       | 6             | Brasile                   | 1 (3)                     |  |  |                         |        |
|  | Stati Uniti          |                      |                         | 6             | Brasile                   | 1 (3)                     |  |  |                         |        |
|  | Danimarca            | 0                    |                         | Germania(dtr) | 1 (4)                     |                           |  |  |                         |        |
|  | Danimarca            | 0                    |                         |               | 1 (4)                     |                           |  |  |                         |        |
|  |                      |                      |                         |               |                           |                           |  |  | 1º settembre - Edmonton |        |
|  |                      |                      |                         |               |                           |                           |  |  |                         |        |

### Quarti di finale
| Arbitro: | Deng Jun-Xia |

|                                      |           |                                            |
| Marta 4’, 45’ Kelly 42’ Daniela 100’ | Marcatori | 34’ Reuter 51’ Crawford 59’ (rig.) Kuralay |

| Arbitro: | Cristina Ionescu |

|                                                    |           |                        |
| Sinclair 5’, 36’, 52’, 90+1’, 90+3’ Thorlakson 45’ | Marcatori | 65’ Maggs 80’ Westwood |

| Arbitro: | Sueli Tortura |

|         |           |                    |
| Ōno 44’ | Marcatori | 90+3’ 94’ Bresonik |

| Arbitro: | Anri Hanninen |

|                                                    |           |  |
| O'Reilly 11’, 27’ Wilson 23’, 47’, 68’ Tarpley 57’ | Marcatori |  |

### Semifinali
| Arbitro: | Anri Hanninen |

|                                   |                      |                                         |
| Marta 46’                         | Marcatori            | 69’ Rustad                              |
| Ariana Daniela Marta Daiane Kelly | Tiri di rigore 3 – 4 | Andrews Lang Sinclair Chapman Vermeulen |

| Arbitro: | Krystyna Szolokai |

|                                       |           |              |
| Tarpley 28’ Wilson 30’, 45’ Oakes 86’ | Marcatori | 16’ Bresonik |

### Match per il terzo posto
| Arbitro: | Mayumi Oiwa |

|                                                |                      |                                         |
| Cristiane 33’                                  | Marcatori            | 49’ Bachor                              |
| Daniela Marta Renata Costa Daiane Renata Diniz | Tiri di rigore 3 – 4 | Sabel Odebrecht Guenther Bresonik Zietz |

### Finale
| Arbitro: | Dianne Ferreira-James |

|  |           |              |
|  | Marcatori | 109’ Tarpley |

## Classifica marcatori
| Gol |  |  | Giocatore             | Squadra     |
| --- |  |  | --------------------- | ----------- |
| 10  |  |  | Christine Sinclair    | Canada      |
| 9   |  |  | Kelly Wilson          | Stati Uniti |
| 6   |  |  | Lindsay Tarpley       | Stati Uniti |
| 6   |  |  | Marta Vieira da Silva | Brasile     |
| 4   |  |  | Heather O'Reilly      | Stati Uniti |

## Premi
Al termine del torneo sono stati assegnati questi premi:
| Pallone d'oro         | Pallone d'argento     | Pallone di bronzo |
| --------------------- | --------------------- | ----------------- |
| Christine Sinclair    | Marta Vieira da Silva | Kelly Wilson      |
| Scarpa d'oro          | Scarpa d'argento      | Scarpa di bronzo  |
| Christine Sinclair    | Kelly Wilson          | Lindsay Tarpley   |
| 10 goal               | 9 goal                | 6 goal            |
| Premio Fair Play FIFA |                       |                   |
| Giappone              |                       |                   |